# 德格雷
德格雷（法語：Degré，法語發音：[dəɡʁe] ⓘ）是法国萨尔特省的一个市镇，属于马梅尔斯区。

## 地理
德格雷（48°3'1"N, 0°4'5"E）面积9.83 平方千米，位于法国卢瓦尔河地区大区萨尔特省，该省份为法国西北部内陆省份，北起顺时针与奥恩省、厄尔-卢瓦省、卢瓦-谢尔省、安德尔-卢瓦尔省、曼恩-卢瓦尔省和马耶讷省接壤，是法国大西部的入口，连接卢瓦尔河谷、布列塔尼和巴黎盆地。
与德格雷接壤的市镇（或旧市镇、城区）包括：拉瓦尔丹、艾涅、绍富尔圣母村、屈尔、拉坎特。

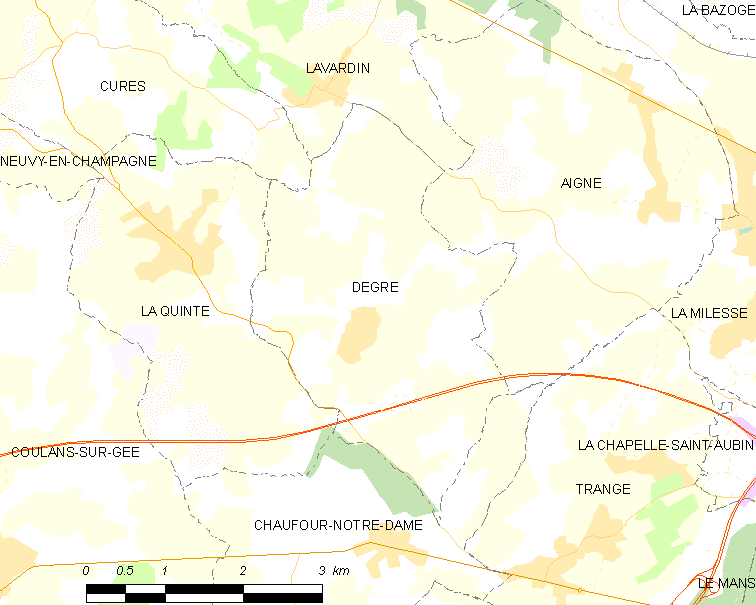
德格雷的OSM定位图

德格雷的时区为UTC+01:00、UTC+02:00（夏令时）。

## 行政
德格雷的邮政编码为72550，INSEE市镇编码为72113。

## 政治
德格雷所属的省级选区为卢埃县。

## 人口

1962-2008年间德格雷人口变化图示

德格雷于2022年1月1日时的人口数量为746人。